# Alcantarilla, Mexiko
Alcantarilla är en ort i Mexiko.   Den ligger i kommunen Zacazonapan och delstaten Mexiko, i den södra delen av landet, 120 km väster om huvudstaden Mexico City. Alcantarilla ligger 1 465 meter över havet och antalet invånare är 150.
Terrängen runt Alcantarilla är kuperad åt sydväst, men åt nordost är den bergig. Runt Alcantarilla är det ganska tätbefolkat, med 116 invånare per kvadratkilometer. Närmaste större samhälle är Otzoloapan, 7,9 km nordväst om Alcantarilla. I omgivningarna runt Alcantarilla växer huvudsakligen savannskog.